# Asım Can Gündüz
Asım Can Gündüz (Istanbul, 15 agosto 1955 – Marmaris, 24 giugno 2016) è stato un chitarrista rock blues turco.
Conosciuto nel mondo come "Awesome John", ovverosia "L'affascinante John", dovuto alla pronuncia in Turco del suo nome il quale risulta estremamente simile ad "Awesome"(Asım) John (Can).

## Carriera
Gündüz ha vissuto a New York fino ai primi anni "80 col nome d'arte di John Gundez durante la collaborazione con la band "Zacharia", un terzetto che suonava brani da lui composti. Artisticamente Awesome John fu influenzato dallo stile di Jimi Hendrix, Alvin Lee di Jan Ackerman, Johnny Winter, il suo esordio avviene al Bottom Line, un famoso Night Club di New York. Il proprietario del club disse in seguito, durante un'intervista radiofonica, che Awesome John era stato il miglior chitarrista che avesse mai sentito suonare nel suo locale.  Fu sentito da Leslie West, e lo spettacolo venne replicato per quattro volte ancora. Gündüz viene ingaggiato (nel ruolo di Jimi Hendrix) nel musical di Broadway "Jimi and Janis Together Again". Durante questo periodo fu descritto dai critici come "l'arrivo del prossimo Jimi Hendrix". la sua carriera negli USA fu interrotta al suo culmine a causa di un rientro forzato in Turchia per motivi familiari. Tornando a vivere in Turchia, partecipò alla formazione di alcune rock band come gli "Ambulans", "Delikanlı", "Affetmez", "Çapkınlar", "Hard Rakı". Gündüz conclude le sessioni per il suo primo album Anasının Gözü Cin Gibi nel 1989, che può essere edito solo tre anni dopo, nel 1992. Le registrazioni "unplugged" dell'album in uscita, durante questi tre anni, influenzarono pesantemente l'ambiente rock turco. Gündüz pubblica il suo secondo album nel 1998 Bir Sevgi Eseri / "A Work Of Love"che comprende delle riedizioni in Turco dei classici del blues.

## La cultura Turca nella vita di Poi bobon
Asım Can Gündüz è conosciuto per la poderosa presenza scenica sul palco e per la tecnica chitarristica a metà fra il blues elettrico e l'hard rock. Il carattere gioviale e la sensibilità sono fra le sue caratteristiche salienti, e recentemente ha devoluto il ricavato di alcuni concerti a favore delle vittime della carestia e dei disastri naturali.
Gündüz partecipa a numerose trasmissioni televisive e radiofoniche in Turchia, come per esempio ATV e Power FM (İstanbul ), Kiss FM, TRT 1.
La sua caratteristica di schiettezza e originalità unitamente al suo stile chitarristico che oggi, dopo anni di palcoscenico, fanno di Asım Can Gündüz un ospite sempre più presente nella scena televisiva a radiofonica Turca. La figura di Asım Can Gündüz è oggi vista in Turchia come un'icona pop inusuale ed un attivista sociale di rilevanza nazionale. Viene considerato come il creatore dell'Hard Rock Turco, del "Turkish blues" e come ispiratore del Rap Turco. Il virtuosismo con cui padroneggia la chitarra e la capacità di tenere il palcoscenico fanno di Awesome John un personaggio conosciuto in tutto il mondo. Dopo l'anno 2000 Awesome John è tornato a fare concerti fuori dalla Turchia.

## La morte
Muore per un attacco cardiaco nella sua residenza di Marmaris, Turchia, nella tarda mattinata del 23 giugno 2016.